# MUSASINO-1

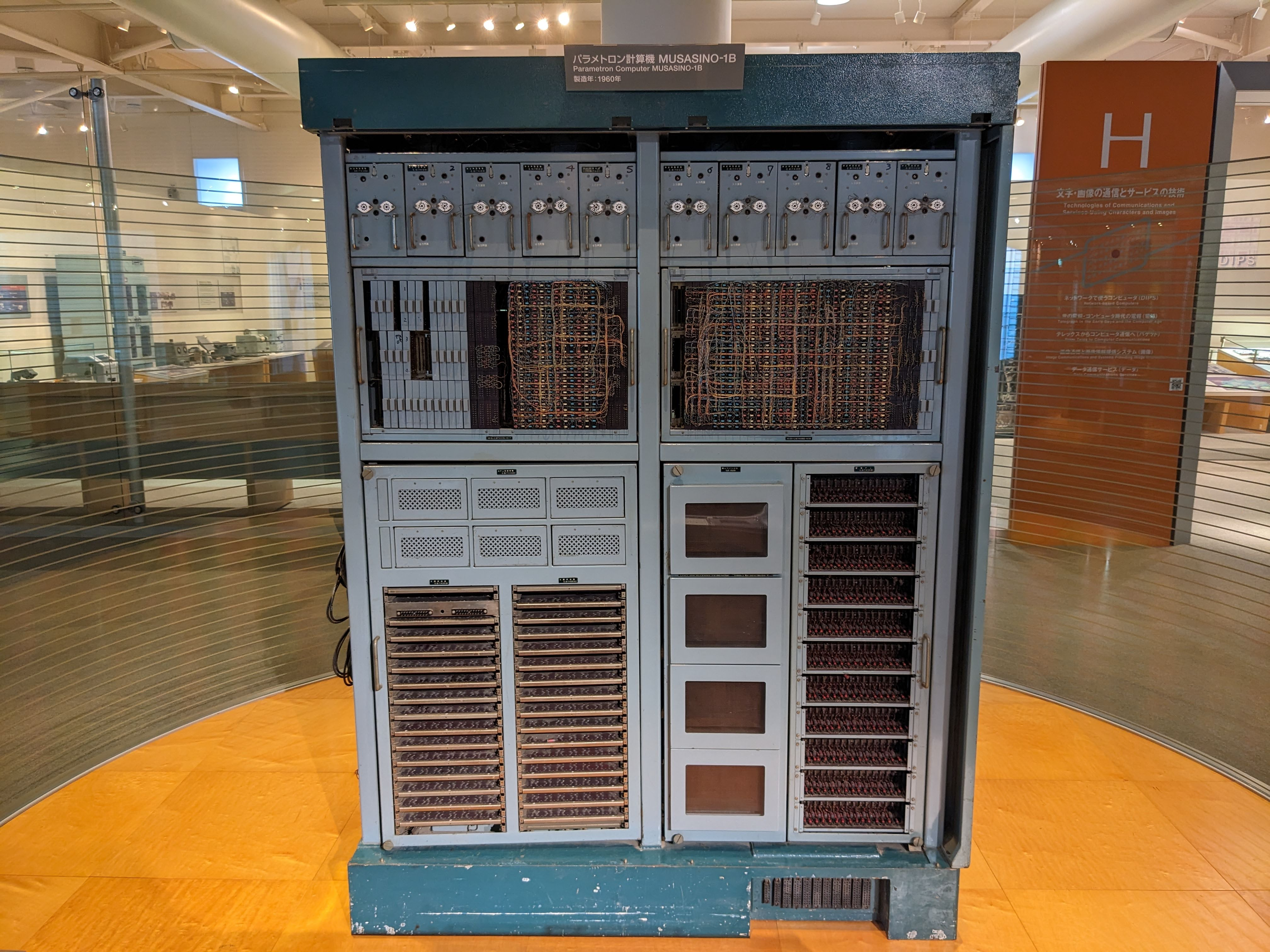
NTT技術史料館で保存されているMUSASINO-1B

MUSASINO-1は、日本電信電話公社の電気通信研究所で1957年に開発された初期のコンピュータである。通称M-1。

## 概要
逓信省電気通信研究所（通研）で働いていた喜安善市は、通研で行われる様々な研究や開発を続けていくうち、日本にも汎用性の高いデジタル計算機が必要だと考えたが、開発に必要不可欠である安定した素子などが当時確保できず、誕生したばかりのトランジスタの国内開発を試みるなどして、機会をうかがっていた。
それから一年もたたない1954年にパラメトロンが発明されると、最初のパラメトロン発表会の途中で、すでに喜安は「機は熟した」と判断。翌日には通研の研究対象からトランジスタをすべて止め、パラメトロン一本に絞った。やがて初のコンピュータ開発プロジェクトが始まった。
当初喜安は完全にオリジナルのコンピュータを作る構想だったが、一年間のイリノイ大学留学から帰国した室賀三郎が、ILLIAC Iに関して設計図も持ち帰るなど完璧な把握をしており「オリジナルなんて無謀だ」と進言。開発人数も少なかったので、ILLIAC Iの命令セットを実装、ILLIAC I 用のソフトウェアライブラリを利用することを意図して設計された。また室賀はIBMの売り上げ資料なども持ち帰り、これを読んだ喜安は、これから発達する分野はコンピュータである事を確信したという。
1957年3月に完成、通研のあった武蔵野にちなみ、喜安がMUSASINO-1と命名した。

## 機能など
MUSASINO-1 は5400個のパラメトロンと519本の真空管で構成されている。記憶装置は磁気コアメモリで当初 32ワード、後に256ワードに拡張された。ワード長は 40ビットで、2命令が 1ワードに格納される。加算命令にかかる時間は 1ミリ秒、乗算は 6.5ミリ秒、除算は 26.0ミリ秒かかった。また連続の稼動でも安定した性能を誇り、日本初の夜間無人運転を開始。土曜午後から月曜朝まで無人でも故障しなかったのが自慢だった。
命令セットは ILLIAC I の上位互換であった（命令が追加されていた）ため、多くの ILLIAC I 用ソフトウェアを実行できた。ただし、ILLIACでは命令語内の未使用ビットをデータ格納に使用することがあったため、そのようなプログラムをMUSASINO-1で実行すると追加命令が実行されてしまい、そのままでは動作しなかった。

## 後継機
MUSASINO-1 は、電気通信研究所内の計算サービスに使われていたが、手作りの試作機であったために保守が困難であった。そのため眼鏡型パラメトロンを使用して全く同じアーキテクチャのMUSASINO-1Bを1960年に開発。これは後には富士通がFACOM 201として製品化した。

## 保存
現在、NTT技術史料館に保存・展示されている。